# Mauricio Franco Tosso
Mauricio Franco Tosso (Lima, 1978) es un guionista, director de cine y productor peruano, conocido internacionalmente por su ópera prima Samichay, en busca de la felicidad  y por su cortometraje El segundo amanecer de la ceguera. Es además dj & producto, AKA Cholofoniks y fundador del Colectivo Conspiraciones Tropicales en Madrid.

## Trayectoria
Mauricio Franco Tosso cursó estudios como Periodista y comunicador Audiovisual, Ciencias de la Comunicación entre 1995 y 2001 en la Universidad San Martín de Porres en Lima - Perú, y realizó un Master en dirección cinemátográfica entre 2004 y 2005 en la Universidad CEU San Pablo en Madrid España. Inicia su recorrido audiovisual en distintos documentales y cortometrajes sociales a lo largo de los Andes y la Amazonía Peruana. Es Co-fundador de “LIMA LOOP LAB, Espacio de Creación fílmica y Laboratorio Fotoquímico”, con enfoque deconstrutivo  y liberador desde la ciudad de Lima.
En 2020 escribe y dirige su ópera prima Samichay, en busca de la felicidad estrenado en el 24 Festival de Cine de Lima, el cual recibió el Apoyo para Desarrollo del Programa Ibermedia en el 2013 y participado en la sección Incubadora del Festival Internacional de Cine de Guanajuato en el 2014., Panamá Film Lab (2017), MGW/Work Márgenes LAB 2017 y FICVIÑA Construye 2019. El filme fue galardonado en el Festival de Cine de Lima PUCP, con mención de honor a Mejor Ópera Prima y Mejor Película Peruana del 2020.  También obtuvo la Biznaga de Plata a Mejor Director, en la sección ZonaZine del Festival de Cine de Málaga. El filme ha participado en el Neighboring Scenes: New Latin American Cinema, del Lincoln Center, y en el Festival Internacional del Nuevo Cine Latinoamericano de La Habana en diciembre de 2021. En 2004 escribe y dirige su primer cortometraje Barrunto, ganador del Premio Nacional en el Festival Internacional La Noche de los Cortos (Perú), La cinta fue elegida para la selección Oficial en Los Angeles Short Film Festival (EE.UU), Antimatter Underground Film Festival (Canadá) y 17° Rencontres Cinémas d’Amérique Latine de Toulouse (Francia). Ese mismo año se asienta en Madrid donde estudia un Máster en Dirección de CINE y rueda Zoomanidad. En 2010, escribe y dirige el cortometraje El segundo amanecer de la ceguera protagonizado por la artista hispano cubana Orisel Gaspar Rojas, ganador de ocho premios en distintos Festivales internacionales. 

## Premios a su filmografía
Barrunto
- Premio Nacional en el Festival Internacional La Noche de los Cortos (Perú) 2004.

Zoomanidad
- Primer Premio CEU San Pablo 2004.

El segundo amanecer de la ceguera
- Excellence Award en el Busan International Short Film Festival 2010.
- Premio Casa de América al Mejor Director Latinoamericano en el XI Concurso Iberoamericano de Cortometrajes Versión Española / SGAE, organizado por el programa Versión Española de RTVE 2010.
- Segundo Premio del Certamen Nacional del 40º Festival Internacional de Cine de Alcalá de Henares (Alcine).
- Mención especial de Dirección a Mauricio Franco Tosso en el VII Festival Nacional de Cortometrajes de Boadilla del Monte.
- Premio de Interpretación Femenina Adria Santana a Orisel Gaspar Rojas en el 10mo Festival Internacional de Cine Pobre de Gibara, Cuba 2012. Jurado integrado por Isabel Santos (Cuba), Lester Hamlet (Cuba) y Pastora Vega (España)
- Interpretación destacada por el Jurado de Ficción a Orisel Gaspar Rojas, 10mo Festival Internacional de Cine Pobre de Gibara, Cuba 2012. Jurado integrado por Ramiro García (Argentina), Rafael Solís (Cuba) y el realizador australiano-mexicano Michael Rowe.
- Mención de la Asociación Cubana de la Prensa Cinematográfica (ACPC), 10mo Festival Internacional de Cine Pobre de Gibara, Cuba 2012.
- Mejor Actriz a Orisel Gaspar Rojas. II Festival CinePropio Madrid. México 2013.

Samichay, en busca de la felicidad
- Mención de honor a Mejor Ópera Prima y Mejor Película Peruana del 2020 en el Festival de Cine de Lima PUCP.
- Biznaga de Plata a Mejor Director, en la sección ZonaZine del Festival de Cine de Málaga 2021.
- Premio Universidad de Valparaíso a Mejor Director de largometraje de ficción, 2021.
- Premio de la Crítica Especializada en el Festival Internacional de Cine de Viña del Mar (FICVIÑA) en Chile en septiembre de 2021.

## Filmografía
- Barrunto (2004), Cortometraje
- El segundo amanecer de la ceguera (2010), Cortometraje
- Samichay, en busca de la felicidad (2020), Largometraje de ficción